# Garrha ocellifera
Espèce
Garrha ocellifera est une espèce de lépidoptère de la famille des Oecophoridae.
On le trouve en Australie.